# 長澤浩
長澤 浩（ながさわ こう、1900年（明治33年）12月29日 - 1967年（昭和42年）4月17日）は、日本の海軍軍人、海上自衛官。第2代海上幕僚長。海兵49期、海大甲種30期。

## 経歴
福島県福島市出身。福島県立福島中学校（現・福島県立福島高等学校）を経て、海軍兵学校に進む。海軍時代は主に人事畑を歩む。
戦後、公職追放を経て、山本善雄元少将、保科善四郎元中将、野村吉三郎元大将のラインで海軍再建計画を進める。これが後にY委員会に発展、同委員会において渉外及び制度、機構、定員等の立案する部門を担当する。海上幕僚長に就任後は掃海隊、練習隊群、需給統制隊、海上訓練指導隊、術科学校、遠洋航海など今日の海上自衛隊の骨格となる部門を次々に発足させ、海上自衛隊の実質的な開祖とされる。在任期間は歴代海幕長の中では最も長い4年余りに及ぶ。

## 年譜
- 1918年（大正7年）8月：海軍兵学校入校
- 1921年（大正10年）7月：海軍兵学校卒業（第49期）
- 1922年（大正11年）5月：海軍少尉任官
- 1924年（大正13年）12月：海軍中尉に進級
- 1926年（大正15年）12月：海軍大尉に進級
- 1927年（昭和2年）11月：海軍水雷学校高等科卒業
- 1929年（昭和4年）11月：駆逐艦「綾波」水雷長
- 1930年（昭和5年）12月：海軍大学校入校
- 1932年（昭和7年）11月：海軍大学校卒業（甲種30期）
- 1933年（昭和8年）11月：海軍少佐に進級、第七戦隊参謀
- 1934年（昭和9年）11月：第八戦隊参謀
- 1935年（昭和10年）10月：第一戦隊参謀
- 1936年（昭和11年）6月：第三戦隊参謀
- 1938年（昭和13年）11月15日：海軍中佐に進級[2]
- 1939年（昭和14年）5月20日：軍令部第二部第三課部員[3]
- 1941年（昭和16年）9月25日：第五戦隊参謀[4]
- 1942年（昭和17年）11月1日：海軍大佐に進級[5]
- 1943年（昭和18年）
  - 1月20日：海軍艦政本部出仕兼海軍省人事局局員[6]
  - 7月10日：海軍省人事局員[7]
- 1945年（昭和20年）
  - 5月27日：兼補大本営海軍総合部部員[8]
  - 6月5日：軍令部出仕兼海軍省出仕[9]
  - 7月10日：海軍省軍務局第一課長兼軍令部第三課長[10]
  - 11月30日：予備役に編入[11]
  - 12月1日：第二復員省総務局総務課長[12]
- 1947年（昭和22年）11月28日：公職追放仮指定[13]
- 1948年（昭和23年）1月1日：復員局第二復員局残務処理部総務課長
- 1952年（昭和27年）
  - 5月1日：海上警備官に任命、海上警備監補に叙される[14]
  - 5月1日：海上警備隊総監部警備部長に就任
  - 8月1日：保安庁警備隊が発足、第二幕僚監部警備部長に就任
- 1953年（昭和28年）10月16日：警備監に昇任、第二幕僚副長に就任
- 1954年（昭和29年）8月3日：第2代海上幕僚長に就任
- 1958年（昭和33年）8月15日：退官
- 1960年（昭和35年）2月17日：米国政府からレジオン・オブ・メリット勲章が授与[15]
- 1967年（昭和42年）4月17日：臎炎のため自衛隊中央病院で逝去（享年66）。叙・正四位[16]、勲二等瑞宝章が追贈された[17]。

## 栄典
- レジオン・オブ・メリット・コマンダー - 1960年（昭和35年）2月17日
- 勲二等瑞宝章 - 1967年（昭和42年）4月17日